# Git
Git je distribuirani sustav za upravljanje izvornim kôdom nastao 2005. godine iz nezadovoljstva razvijatelja Linux operacijskog sustava karakteristikama postojećeg sustava za upravljanje izvornim kôdom ("BitKeeper").

## Svojstva
- distribuiranost, za razliku od ranijih sustava za upravljanje izvornim kôdom (CVS, SVN) git je distribuiran, dakle nakon inicijalnog "kloniranja" spremišta/repozitorija nije nužno za svaki commit odnosno inačicu softvera spajati se na središnje spremište, moguće je pohraniti inačicu u lokalno spremište i sinkronizirati spremišta izvornog kôda onda kad je to prikladno
- usklađenost s postojećim protokolima, git podržava HTTP, FTP, rsync, git ili ssh internetske protokole
- efikasnost u radu s velikim projektima, npr. Linux kernel

## Besplatna Git spremišta za otvoreni softver
Poznate internetske stranice koje nude besplatna Git spremišta za otvorene softverske projekte:
- GitHub
- Gitorious
- Google Code

## Mrežna literatura o gitu
- Uvod u git na hrvatskom jeziku, PDF
- (Pro) Git book na engleskom jeziku, html, PDF, mobi, ePub